# Rafael de la Escosura
Rafael de la Escosura y de la Escosura (c. 1843-1908) fue un jurista, funcionario y periodista español.

## Biografía
Elevado funcionario administrativo, fue director de la revista madrileña La Reforma Legislativa (1902). Entre sus obras se encontraron unos Comentarios a la legislación hipotecaria de España y Ultramar (1880-1886, 6 vols.). Falleció el 3 de marzo de 1908 en Madrid, presuntamente a la edad de sesenta y cinco años. Había recibido en 1902 una gran cruz de Isabel la Católica.